# Pachinko Kūnyan
Pachinko Kūnyan est un jeu vidéo de pachinko sorti en 1992 sur Mega Drive. Le jeu a été développé et édité par Soft Vision.